# Hans Modrow
Hans Modrow, född 27 januari 1928 i Jasenitz i provinsen Pommern (sedan 1946 införlivad som stadsdelen Jasienica i Police i Västpommerns vojvodskap, Polen), död 10 februari 2023 i Berlin, var en tysk politiker. Modrow var, som SED/PDS-politiker, ordförande i Östtysklands ministerråd från 13 november 1989 till 12 april 1990. Han blev Östtysklands näst sista regeringschef och den sista av dessa att komma från kommunistpartiet SED.
Efter Tysklands återförening var han bland annat ledamot av Förbundsdagen och Europaparlamentet för PDS och var fram till sin död medlem i Die Linke.